# Pedro Antonio Ríos Reyna
Pedro Antonio Ríos Reyna (San Juan de Colón, Táchira, Venezuela, 16 de noviembre de 1905 - Nueva York, Estados Unidos, 13 de febrero de 1971) fue un violinista, compositor, director de orquesta y promotor cultural venezolano.

## Trayectoria
Trasladado junto a su familia a Caracas, comienza en esta ciudad su formación musical en 1913, cuando empieza a recibir clases de violín del maestro José Lorenzo Llamozas. Posteriormente avanza en su formación en la Escuela Superior de Música, donde recibe clases de armonía y composición de la mano del maestro Vicente Emilio Sojo, también recibe instrucción, por parte de Juan Bautista Plaza, de historia de la música.
Habiendo recibido una beca para estudiar en Bruselas, debió declinar a la misma debido al fallecimiento, de su padre y su hermano en 1917 lo que lo obliga a hacerse responsable del sustento de la familia, lo cual hace interpretando el violín en diversos teatros de la ciudad capital. Desde 1920 se dedicó a la docencia, dando clases de violín en la Escuela Superior de Música, labor en la que permanecería hasta 1934. A partir de 1926 y hasta la disolución de Unión Filarmónica de Caracas en 1929, se desempeña como secretario general de la misma, siendo también violín concertino en esta institución.

### La Orquesta Sinfónica Venezuela
Ríos Reyna perteneció al grupo de músicos fundadores, en 1930, de la Orquesta Sinfónica Venezuela (OSV) de la que fuese violín concertino hasta 1963. Fue presidente de la misma en los períodos 1950-1959; 1962-1963 y 1967-1971, con la orquesta realizó diversas giras por Colombia, Perú, Cuba y Puerto Rico. Desafortunadamente su carrera como intérprete violinista dentro de la orquesta terminó en 1963 debido a un accidente que perjudicó la movilidad del dedo meñique de su mano izquierda. Continuó dentro de la orquesta como formador, director y presidente de la misma hasta su muerte.

## Labor cultural
Además de su carrera dentro de la Orquesta Sinfónica Venezuela, Ríos Reyna perteneció y fundó otras agrupaciones como el Cuarteto Ríos Reyna en 1931. Fue también padrino de la fundación en 1931 del Ateneo de Caracas. Por otra parte se desempeñó en el cargo de Inspector de Bandas Militares con rango de Capitán del ejército desde 1940 hasta 1945, fue director Artístico de la Radiodifusora Nacional de 1943 a 1958, y en el desempeño de esta labor fue fundador de la Orquesta de Arcos de esta emisora. En 1954 participó, como director de orquesta, en el I Festival de Música Latinoamericana realizado en el teatro José Ángel Lamas de Caracas y en 1958 fue el primer director de la Orquesta Estudiantil de Cámara de la Universidad Central de Venezuela. 
Se presentó como director de diversas orquestas a lo largo de la geografía venezolana, difundiendo además de la música clásica un importante repertorio de música tradicional, popular y folklórica del país con arreglos para orquesta.  En 1970 fundó la Orquesta Experimental de la Orquesta Sinfónica Venezuela considerada la precursora del vasto movimiento musical conocido como El Sistema dirigido por el maestro José Antonio Abreu.

## Legado
Ríos Reyna estuvo determinado durante años a obtener una sede permanente para la Orquesta Sinfónica Venezuela, finalmente obtuvo del presidente Rafael Caldera la donación de un terreno en las cercanías del Parque Los Caobos para la construcción de la tan anhelada sede. Desafortunadamente el músico no logró ver su sueño realizado, el 13 de febrero de 1971 mientras realizaba gestiones relacionadas con la Orquesta Sinfónica, fallece arrollado por un vehículo de carga en la ciudad de Nueva York.
Como último homenaje, finalmente la sala principal del Teatro Teresa Carreño, la realización de su sueño de una sede para la Sinfónica, recibió su nombre, así como la Casa de la Cultura de su nativa San Juan de Colón.
Casado en segundas nupcias con la violinista Graciela Rousset procrearon cuatro hijos.